# Sint-Barbarabeeld (Wessem)

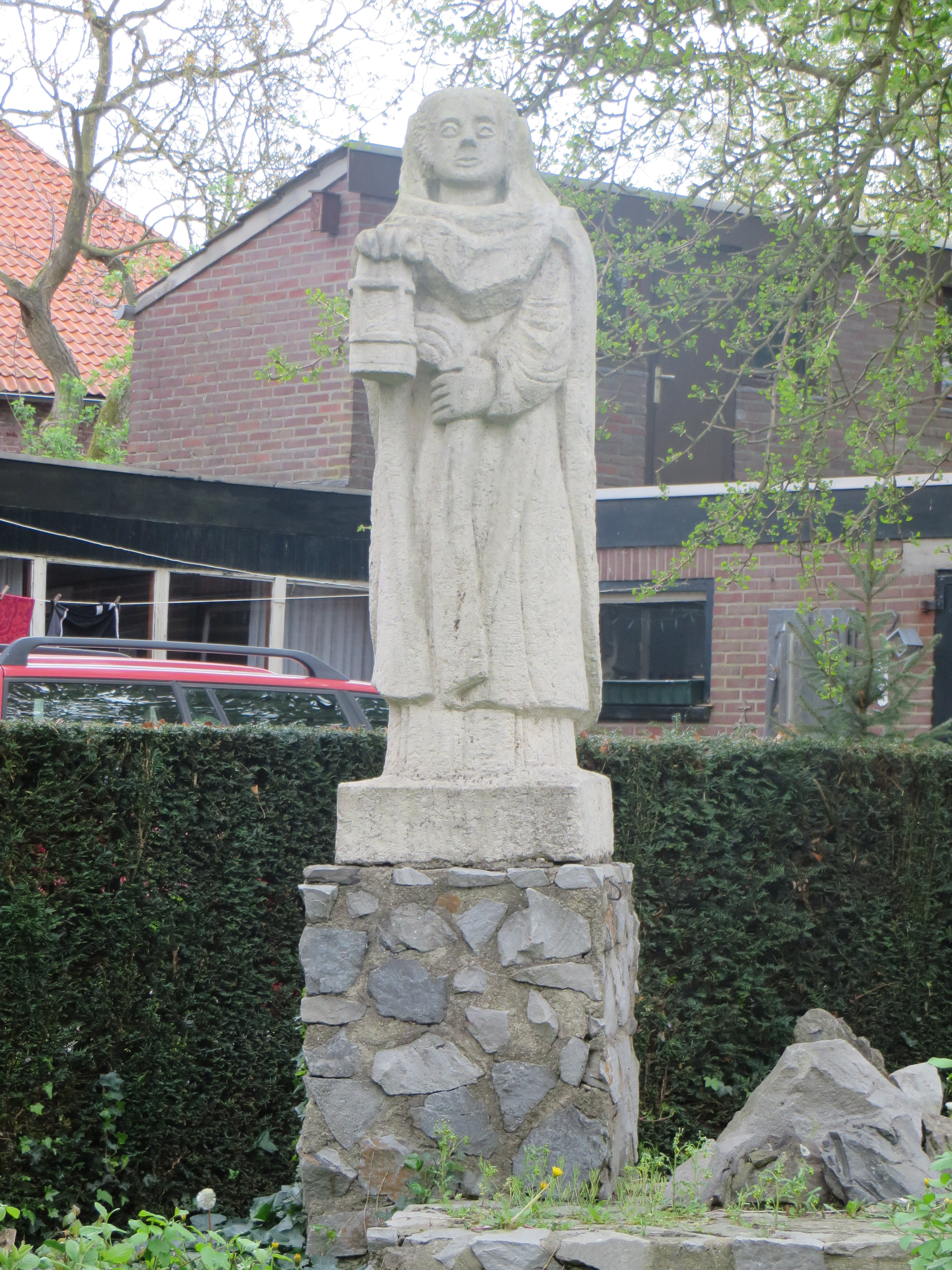
Het Sint-Barbarabeeld

Het Sint-Barbarabeeld is een standbeeld in Wessem in de Nederlandse gemeente Maasgouw. Het beeld staat op de hoek van de Steenweg met de Kloosterlaan in het zuiden van het dorp. Op ongeveer 35 meter naar het zuiden staat de Sint-Medarduskerk en ongeveer 45 meter naar het zuidwesten staat het Heilig Hartbeeld.
Het beeld is opgedragen aan de heilige Barbara van Nicomedië, de beschermheilige van mijnwerkers.

## Geschiedenis
Met de ontginning van de steenkolenlagen van het Zuid-Limburgs steenkoolbekken werden er van heide en ver mensen aangetrokken om te werken in de steenkolenmijnen. In de jaren 1950 was ongeveer de helft van de Wessemse beroepsbevolking werkzaam in de Zuid-Limburgse mijnbouw. Dagelijks reden er pendelbussen met mijnwerkers naar de staatsmijn Maurits in Geleen en weer terug.
In de jaren 1950 werd ter gelegenheid van het 25-jarig bestaan van de mijnwerkersbond in Wessem een beeld opgericht van de patroonheilige van de mijnwerkers. Het beeld was van de hand van Gène Eggen.

## Standbeeld
Het standbeeld staat op een sokkel van Maaskeien. Het beeld zelf is een voorstelling van de heilige Barbara die de heilige toont terwijl zij in haar rechterhand een mijnwerkerslamp vasthoudt.